# Vieritz
Vieritz is een plaats in de Duitse gemeente Milower Land, deelstaat Brandenburg, en telt 307 inwoners.

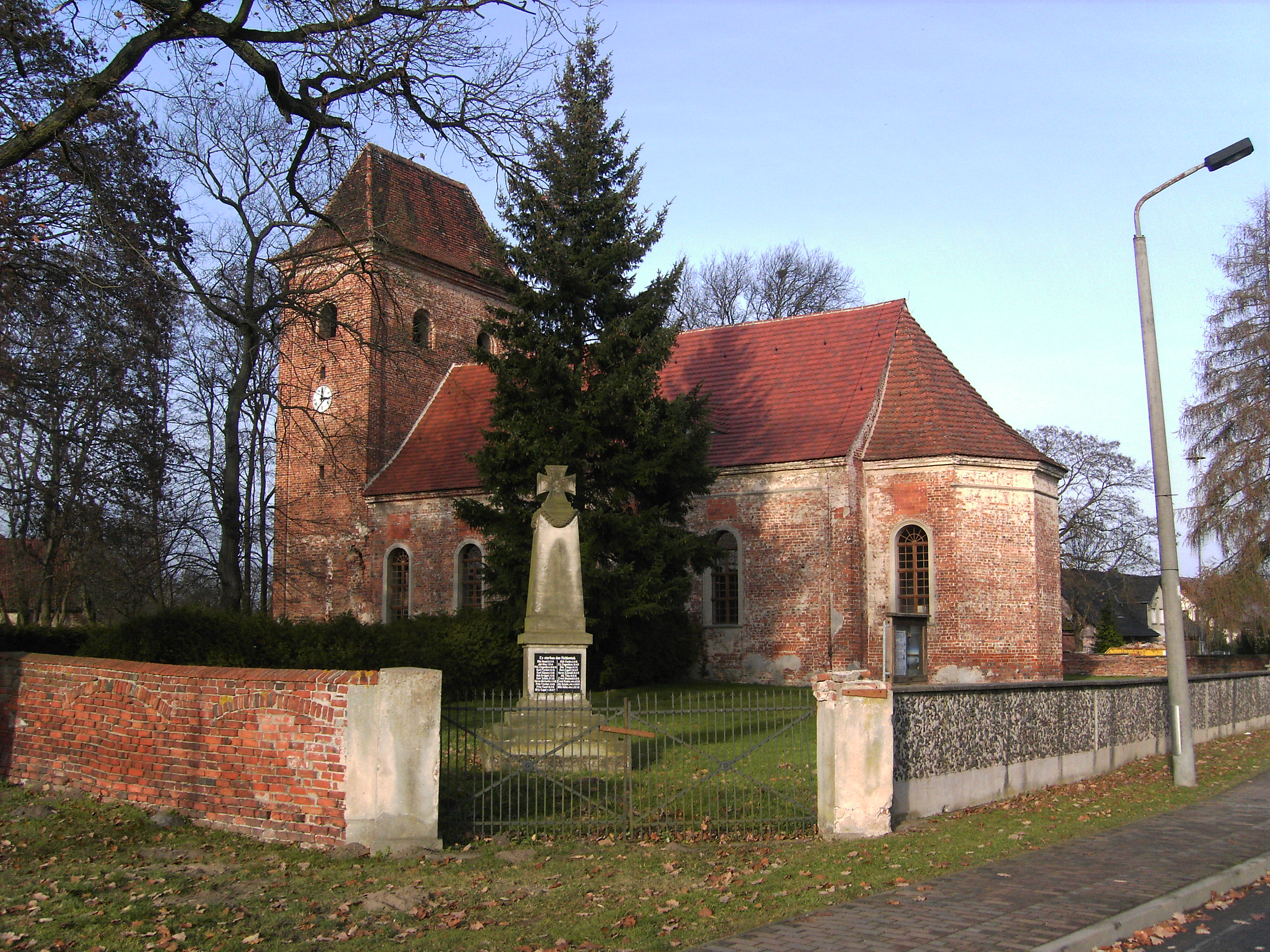
Kerk in Vieritz